# Mohamed El-Shenawy
Pour les articles homonymes, voir El-Shenawy.
Mohamed El-Sayed Mohamed El-Shenawy Gomaa est un footballeur international égyptien né le 18 décembre 1988 à El Hamool (en). Il joue au poste de gardien de but à Al Ahly SC.

## Biographie

### En club
Il participe à la Ligue des champions d'Afrique et à la Coupe de la confédération.

### En sélection nationale
Mohamed El-Shenawy joue son premier match en équipe d'Égypte le 23 mars 2018, en amical contre le Portugal (défaite 2-1). Il fait partie de la liste des 23 joueurs égyptiens sélectionnés pour disputer la Coupe du monde de 2018 en Russie. Il dispute sa première compétition continentale lors de la Coupe d'Afrique des nations 2019. Deux ans plus tard, il est de nouveau convoqué pour participer à la Coupe d'Afrique des nations 2021. En décembre 2023, il est retenu dans la liste des vingt-sept joueurs égyptiens sélectionnés par Rui Vitória pour disputer la Coupe d'Afrique des nations 2023.

## Palmarès

### En Club
Al Ahly (23 titres)
- Champion d'Égypte en 2008, 2017, 2018, 2019, 2020, 2023, 2024 et 2025
- Vainqueur de la Coupe d'Égypte en 2017, 2020, 2022 et 2023
- Vainqueur de la Supercoupe d'Égypte en 2018, 2019, 2022, 2023 et 2024
- Ligue des champions de la CAF en 2020, 2021, 2023 et 2024
- Vainqueur de la Supercoupe de la CAF en 2021 (mai) et 2021 (décembre)
- 3ème à la Coupe du monde des clubs en 2020 et 2023

### Distinctions personnelles
- Joueur interclubs africain de l'année en 2022[6]
- Homme du match face à L’Uruguay en Coupe du Monde 2018